# 2000er
Portal Geschichte | Portal Biografien | Aktuelle Ereignisse | Jahreskalender | Tagesartikel

◄ |
20. Jh. |
21. Jahrhundert

◄ |
1970er |
1980er |
1990er |
2000er
| 2010er | 2020er | 2030er | ►

2000 |
2001 |
2002 |
2003 |
2004 |
2005 |
2006 |
2007 |
2008 |
2009
Die 2000er-Jahre umfassen die Jahre von 2000 bis 2009.
Als eines der prägendsten Ereignisse gelten die Terroranschläge am 11. September 2001 auf das World Trade Center und das Pentagon in den USA, bei denen rund 3.000 Menschen ums Leben kamen. Die Anschläge wurden häufig als historische Zäsur bezeichnet und führten in der gesamten Dekade sowohl in den USA als auch in Europa zu anhaltenden Debatten um innen- wie außenpolitische Veränderungen. Sie führten den Krieg in Afghanistan in eine neue Phase und begründete den zwei Jahre später erklärten Irakkrieg, in dessen Folge der damalige Diktator Saddam Hussein gestürzt wurde. Ausgehend von dem Ereignis stiegen die Spannungen zwischen der muslimischen und der westlichen Welt über die folgenden Jahre.
Der rasante Aufstieg Chinas zu einer Industrienation führte zu einem Rohstoffboom und einer neuen Struktur der globalen Wirtschaftsordnung. Die G20 wurden zu einem immer bedeutenderen internationalen, aber informellen, Zusammenschluss.
Als Konsequenz aus globalen Geldspekulationen platzte in den USA und anderen europäischen Staaten Ende des Jahres 2007 eine Immobilienblase, woraus sich eine weltweite Bankenkrise entwickelte und den Zusammenbruch der amerikanischen Großbank Lehman Brothers zufolge hatte. Zur Stabilisierung des Bankensystems wurde in mehreren Ländern beschlossen, die Geldinstitute durch staatliche Eingriffe mit Krediten zu versorgen. Durch diese weitreichenden Rettungen stieg die Staatsverschuldung vieler Länder an, was zur Eurokrise führte.
Die Nutzung digitaler Medien erreichte in diesem Jahrzehnt eine neue Qualität. Das Internet setzte sich flächendeckend durch und begann im beruflichen wie privaten Alltag eine immer wichtigere Rolle zu spielen und die Nutzung über Mobilfunk nahm zu. Außerdem erlangten soziale Netzwerke wie Facebook, Myspace oder Twitter gerade bei jungen Leuten große Popularität. Blogs begannen sich zunehmend als Online-Journalismus- und -Meinungsmedien durchzusetzen. YouTube wurde die populärste Video-Plattform der Welt und übte damit auch zunehmend Einfluss auf die kulturelle und politische Entwicklung des Weltgeschehens aus. 
Die Online-Enzyklopädie Wikipedia wurde am 15. Januar 2001 gegründet.

## Benennung
Das Jahrzehnt wird meist als 2000er (Jahre) bezeichnet, oder wo das gemeinte Jahrhundert im Kontext bekannt ist, auch als Nullerjahre. Letzteres vermehrt erst im Rückblick ab 2009. Dabei wird Nullerjahre (oder auch Nuller) eher mündlich verwendet, während sich schriftsprachlich die Schreibung mit der Jahreszahl durchgesetzt hat (2000er Jahre).

## Vorsätze
- Dekade zur Zurückdrängung der Malaria in den Entwicklungsländern, insbesondere in Afrika (UNO), 2001 bis 2010
- Zweite Internationale Dekade für die Beseitigung des Kolonialismus (UNO), 2001 bis 2010
- Internationale Dekade für eine Kultur des Friedens und der Gewaltlosigkeit zugunsten der Kinder der Welt (UNO), 2001 bis 2010
- Dekade zur Überwindung von Gewalt, 2001 bis 2010: Kirchen für Frieden und Versöhnung, eine Initiative des Ökumenischen Rats der Kirchen

## Ereignisse
Europa

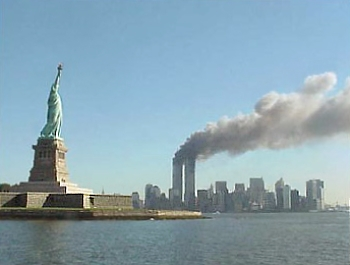
Die brennenden Türme des World Trade Center 2001 mit der Freiheitsstatue im Vordergrund

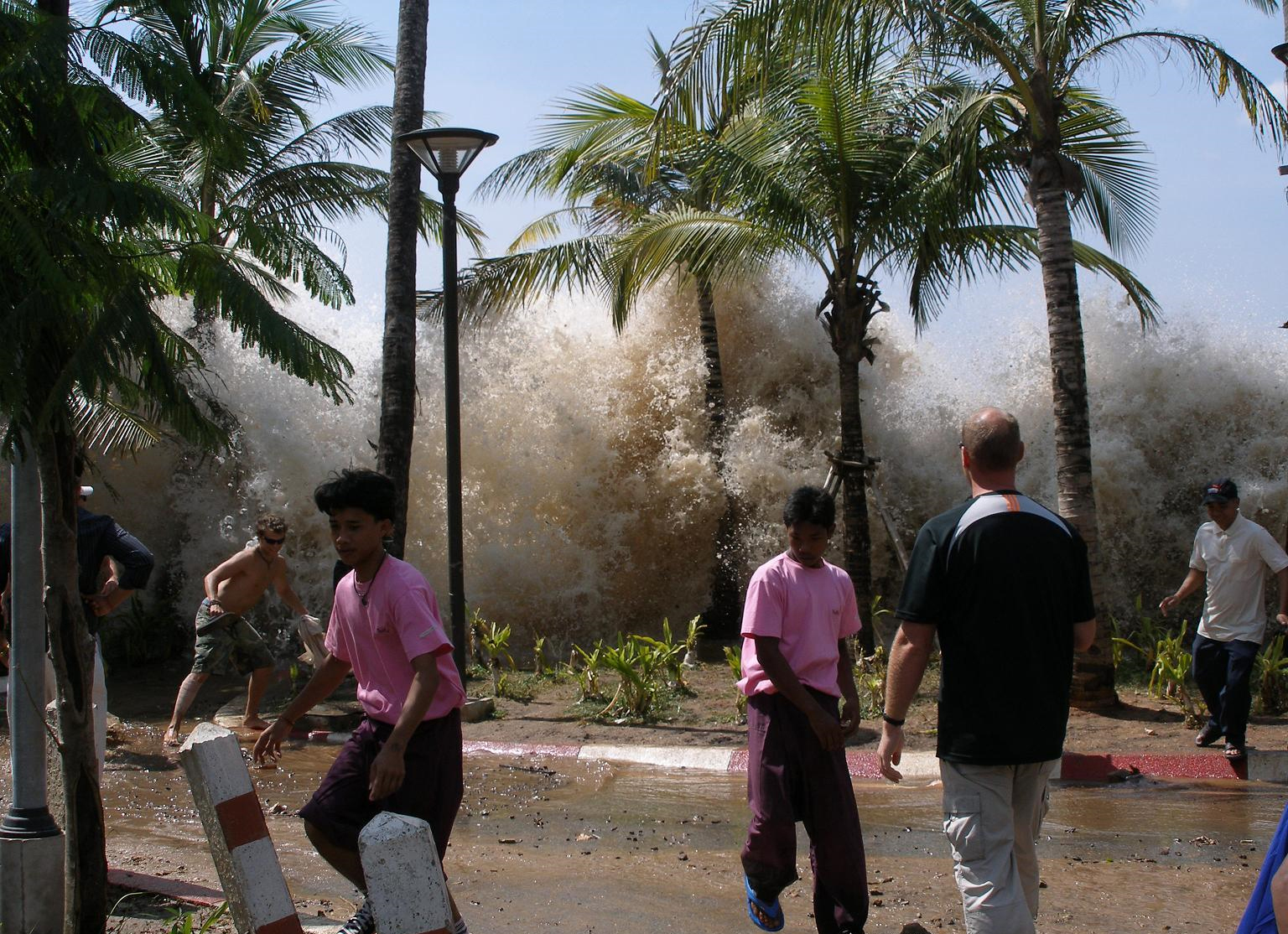
Erdbeben im Indischen Ozean 2004

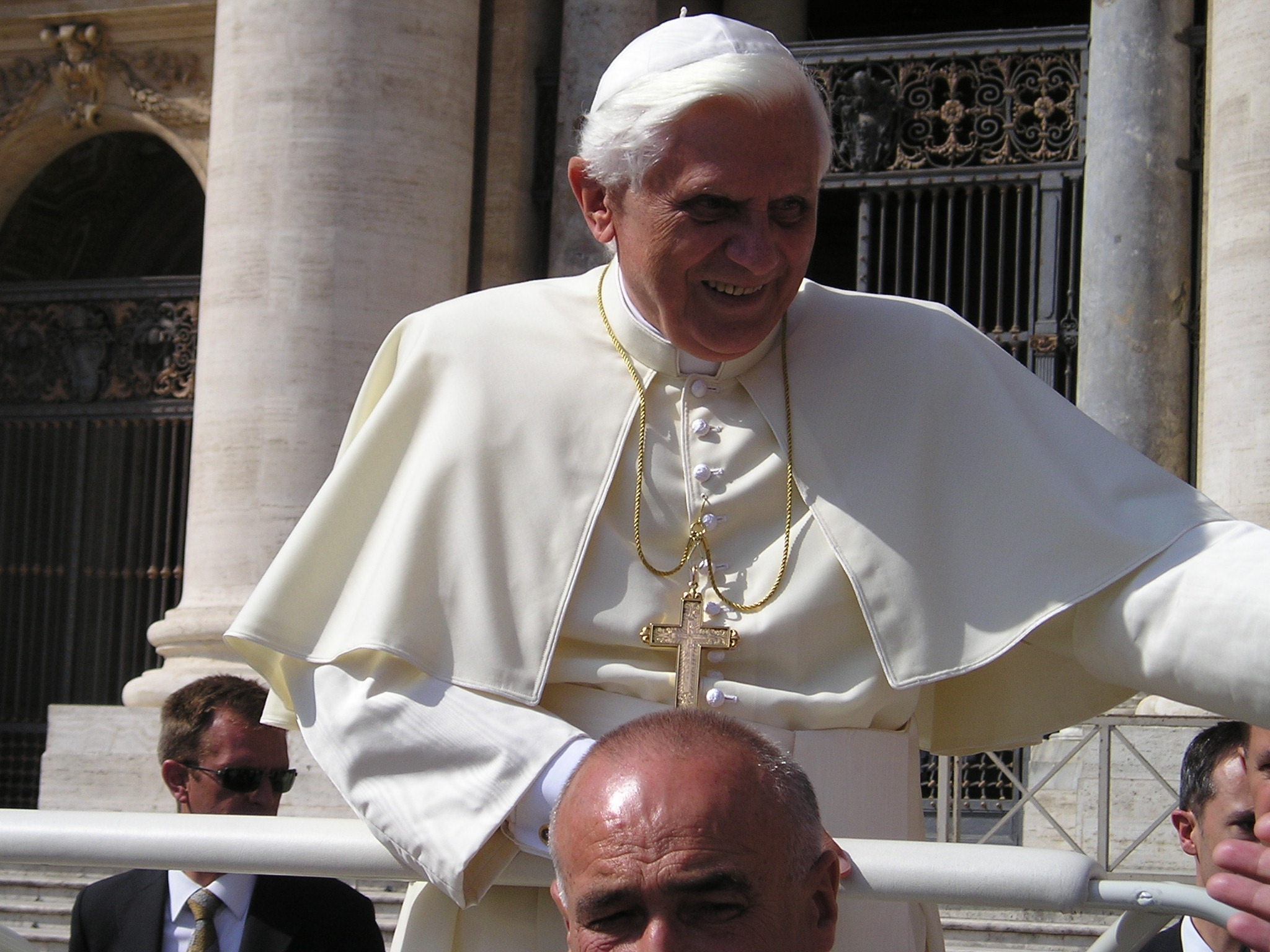
Joseph Ratzinger wird Papst (2005)

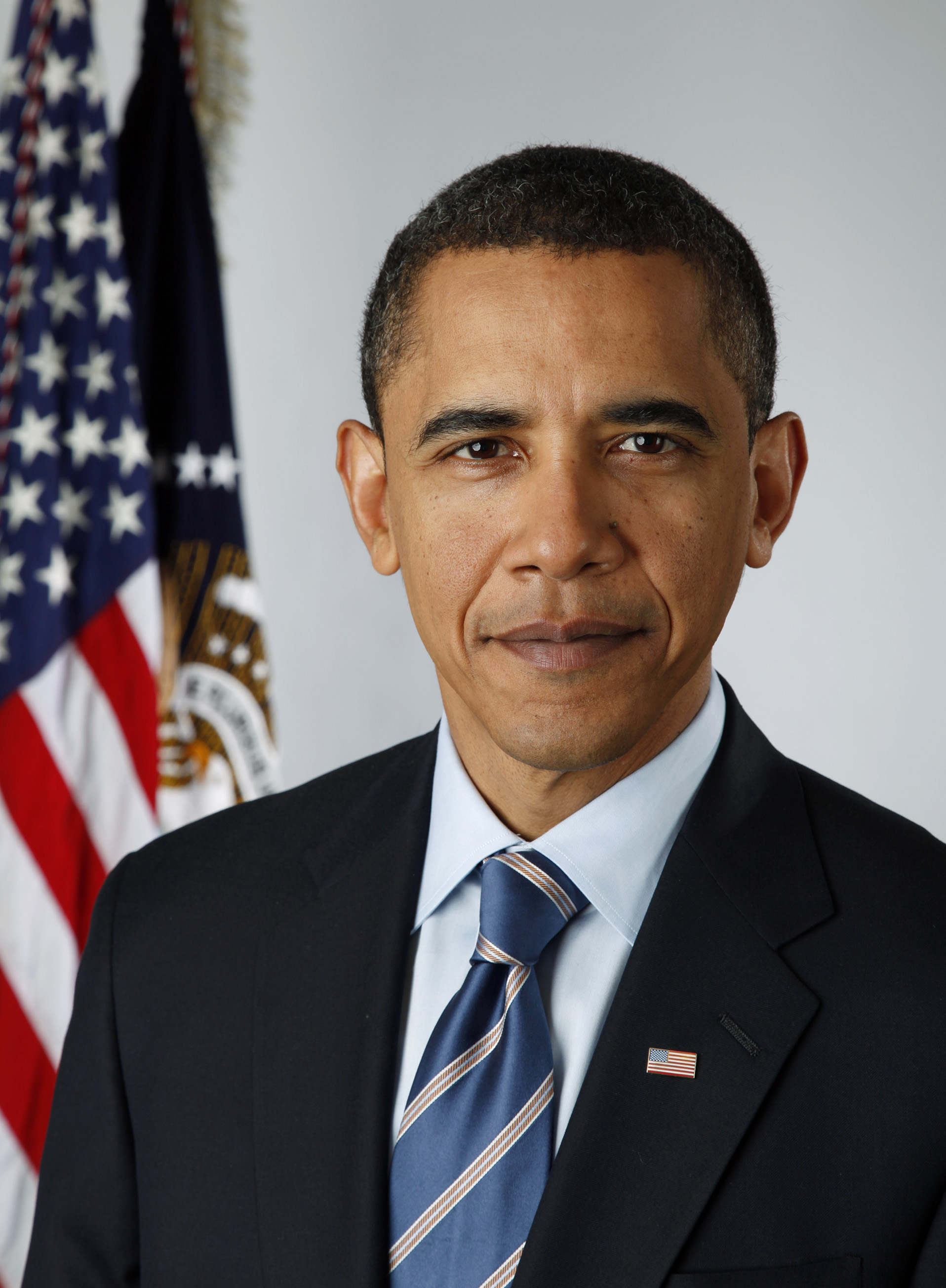
Barack Obama, 2009

- 2001: Die Niederlande macht als erstes Land die Eingetragene Partnerschaft gleichgeschlechtlicher Partner rechtskräftig.
- 2002: Einführung der Euromünzen und -banknoten in der EU.
- 2002: Die Schweiz wird Mitglied der Vereinten Nationen.
- 2003: Hitzewelle in Europa 2003: Jahrhundertsommer in Europa mit ihrem Höhepunkt in der ersten Augusthälfte des Jahres.
- 2004: Terroranschläge am 11. März 2004 in Spanien
- 2004: EU-Erweiterung 2004 – Am 1. Mai 2004 nimmt die EU 10 neue Staaten, vor allem ehemalige Ostblock-Länder, auf und wächst damit auf 25 Staaten an.
- 2004: Schätzungsweise 300.000 Menschen sterben durch einen von einem Erdbeben im Indischen Ozean hervorgerufenen Tsunami (26. Dezember).
- 2005: Der Vertrag über eine Verfassung für Europa wird ausgearbeitet, aber nur von 18 der damals 25 Staaten ratifiziert und 2007 durch einen EU-Grundlagenvertrag ersetzt.
- 2005: Nach der Bundestagswahl führt die Bundeskanzlerin Angela Merkel eine Große Koalition in Deutschland an. Sie ist die erste Frau in diesem Amt.
- 2006: Montenegro erklärt nach einer Volksabstimmung seine Unabhängigkeit von Serbien.
- 2006: Der 1998 in Wien entführten Natascha Kampusch gelingt nach 8 Jahren Gefangenschaft die Flucht vor ihrem Kidnapper.
- 2007: Durch den Beitritt von Rumänien und Bulgarien wächst die EU auf 27 Mitgliedsstaaten an.
- 2007: Die Umsatzsteuer in Deutschland wird von 16 % auf 19 % erhöht.
- 2007: Nicolas Sarkozy wird Staatspräsident in Frankreich.
- 2008: Am 17. Februar erklärt der Kosovo einseitig seine Unabhängigkeit von Serbien.
- 2009: Der Vertrag von Lissabon und die Charta der Grundrechte der Europäischen Union treten in der Europäischen Union in Kraft.
- 2009: Im Oktober wird bekannt, dass Griechenland hoch verschuldet ist, die „Eurokrise“ bricht aus.

Weltweit
- 2000: Nach dem Besuch Ariel Scharons auf dem Tempelberg in Jerusalem beginnt die Zweite Intifada.
- 2000: George W. Bush wird am 7. November in einer knappen Entscheidung zum 43. US-Präsidenten gewählt.
- 2001: Terroranschläge am 11. September 2001 in den USA.
- 2001: Der Krieg der USA gegen die Taliban in Afghanistan nach den Terroranschlägen vom 11. September 2001 in den USA beginnt am 7. Oktober.
- 2002: Indonesien erkennt die 1975 ausgerufene Unabhängigkeit seiner vormaligen Provinz Osttimor nach jahrelangen Kämpfen an.
- 2003: Der Irakkrieg der USA, des Vereinigten Königreichs und der sogenannten Koalition der Willigen beginnt.
- 2005: Papst Johannes Paul II. stirbt, Nachfolger wird Joseph Ratzinger als Benedikt XVI.
- 2005: Hurrikan Katrina richtet im Südosten der USA schlimme Verwüstungen an und treibt die Rohstoffpreise kurzzeitig auf ein Rekordhoch.
- 2006: Im Nahen Osten findet der Israel-Libanon-Krieg statt.
- 2006: Hinrichtung Saddam Husseins, ehemaliger Diktator des Irak
- 2007: Israelische Archäologen entdecken im südlich von Jerusalem gelegenen Herodium das Grab Herodes des Großen.
- 2008: Fidel Castro tritt als kubanischer Staatspräsident wegen Erkrankung von allen politischen Ämtern zurück. Nachfolger wird sein Bruder Raúl Castro.
- 2008: Bei einem schweren Erdbeben im chinesischen Sichuan werden schätzungsweise 70.000 Menschen getötet und 5,8 Mio. Bewohner obdachlos.
- 2008: Die Union für das Mittelmeer wird gegründet.
- 2008: Der Kaukasuskonflikt zwischen Russland und Georgien eskaliert.
- 2008: Barack Obama wird am 4. November zum 44. US-Präsidenten gewählt. Er ist der erste Afroamerikaner in diesem Amt.
- 2009: Nach 121 Tagen Gefangenschaft werden am 3. August die Geiseln der Hansa Stavanger von Somalischen Piraten in die Freiheit entlassen.[3]

## Wirtschaft

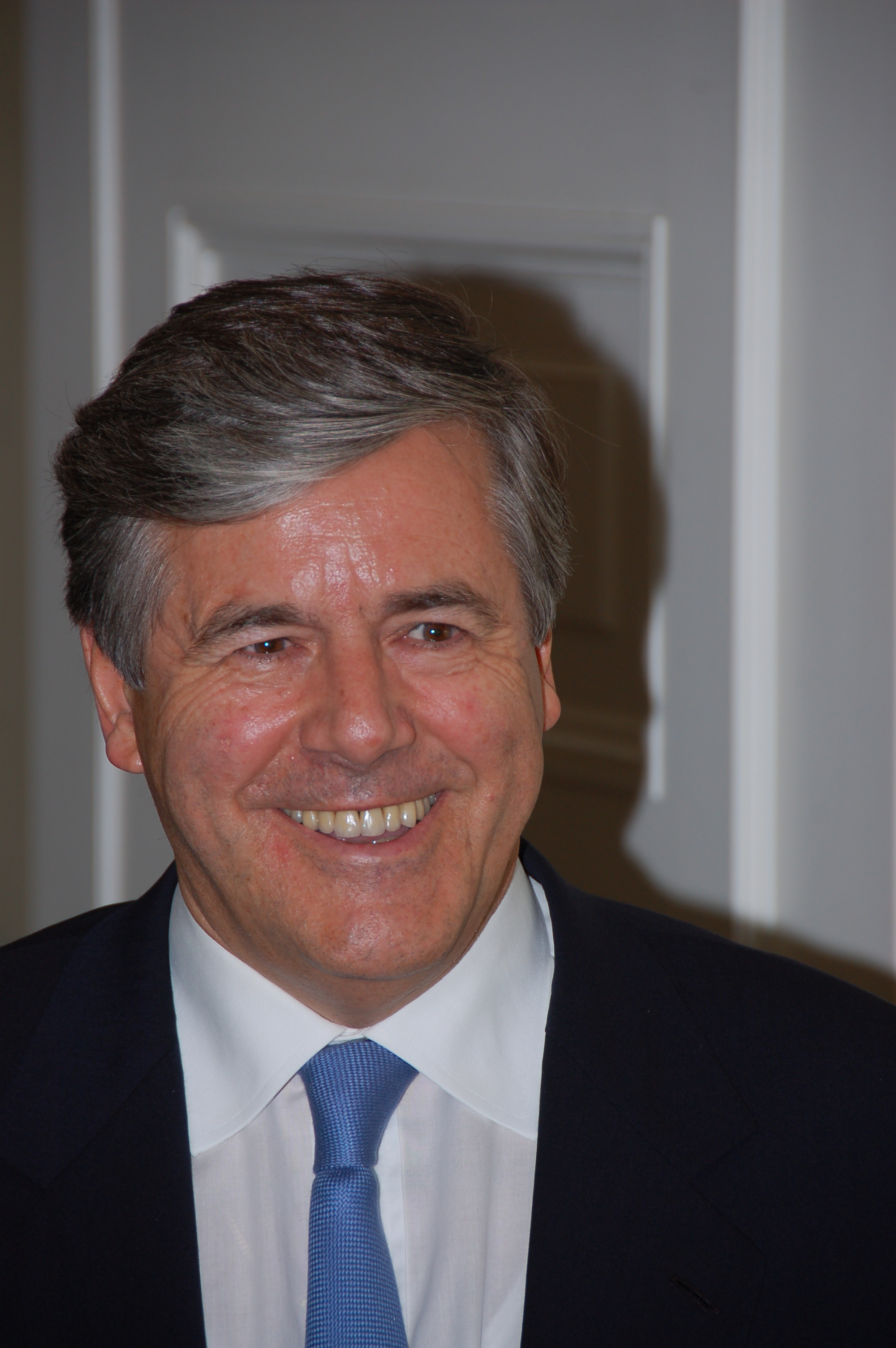
Josef Ackermann

Beginn der schlimmsten Weltwirtschaftskrise seit 1930

- Ab März 2000 kommt es zu einem Börsenkrach, als die sogenannte „Dotcom-Blase“ platzt. Auch die Terroranschläge vom 11. September 2001 sowie die Angst vor dem Irakkrieg 2003 drücken die Kurse nach unten.
- 2002 wird die europäische Gemeinschaftswährung Euro (€) als Bargeld in 12 EU-Staaten eingeführt.
- 2002: Josef Ackermann wird Vorsitzender des Vorstandes der Deutschen Bank, baut sie sofort zur Investmentbank um und unterstützt die Immobilienblase mit der Bank
- Sogenannte Schwellenländer wie China und Indien machen den führenden Wirtschaftsnationen des Westens und Fernen Ostens zunehmend Konkurrenz. Insbesondere China steigt zum Industrieland auf.
- Globalisierung wird zum Schlagwort für die weltweite ökonomische Entwicklung. Globalisierungskritiker wie Attac protestieren dagegen.
- Es kommt zu einer zunehmenden Privatisierung und Börsengängen chinesischer Unternehmen im Rahmen des dortigen Wandels, aber auch weltweit. An der Börse erfolgt eine weltweite Umstellung vom Parketthandel auf elektronische Plattformen.
- Der Euro-Kurs erreicht 2008 gegenüber dem US-Dollar einen neuen Höchststand. Auch die Rohölpreise und die Preise anderer Rohstoffe klettern auf Rekordhöhe.
- Seit Ende 2007/Anfang 2008 stecken vorrangig die USA, aber daneben auch einige Länder in Europa, in der schlimmsten Finanzkrise seit 1945.

## Kulturgeschichte

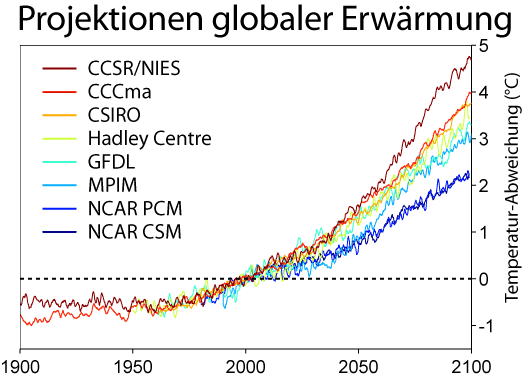
Einige Projektionen der Temperaturentwicklung bis 2100

- Der gegenwärtige Klimawandel ist ab der zweiten Hälfte des Jahrzehnts ein überall heftig diskutiertes Thema. Wetterkapriolen auf der ganzen Welt werden aufgrund ihrer Häufigkeit und Zerstörungskraft auf den Klimawandel zurückgeführt und als Klimakatastrophe bezeichnet. Ob das zutrifft, wird allenthalben diskutiert.[4]
- Seit 2007 leben erstmals in der Menschheitsgeschichte mehr Menschen in Städten als auf dem Land.[5]
- Es kommt zu einem Fantasy-Boom. Immer mehr Bücher werden veröffentlicht und Filme gedreht. Das liegt vor allem am Medienrummel rund um Harry Potter und an der Verfilmung von Der Herr der Ringe.
- Soziale Netzwerke wie Myspace oder Facebook gewinnen, vor allem bei Jugendlichen, zusehends an Beliebtheit.
- Die Online-Enzyklopädie Wikipedia verdrängt zunehmend die klassischen Lexika.
- Die Generation Y (kurz Gen Y oder Millennials), die 1980 bis 1999 geboren wurde, erscheint in der Öffentlichkeit.

### Technik

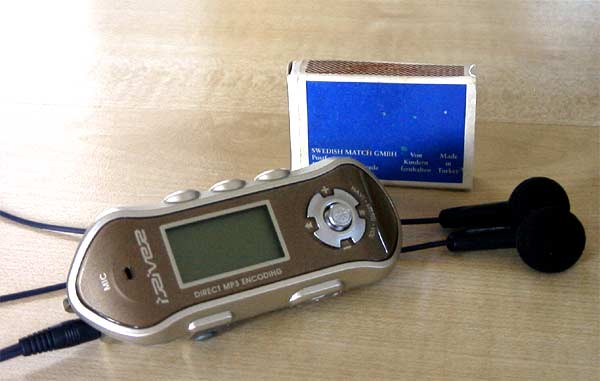
Portabler MP3-Player

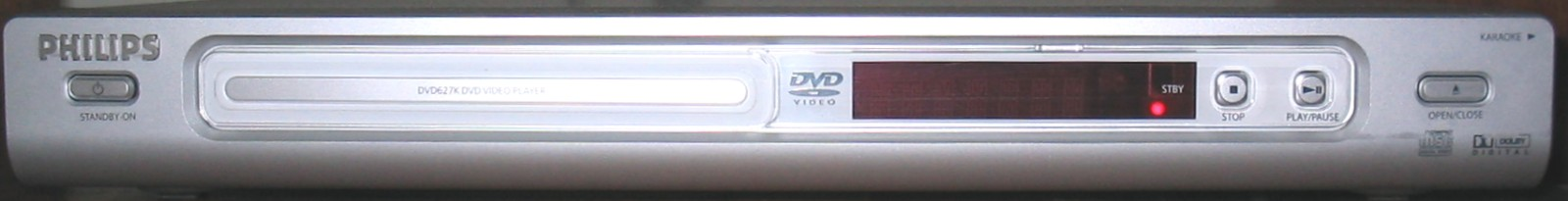
DVD-Spieler

- 2001: Der IPod kommt auf den Markt.
- Handys erreichen ab 2001 die Massen. Ab 2004 sind sie zunehmend mit Farbdisplay und integrierter Digitalkamera ausgestattet. Das sogenannte Herunterladen von Klingeltönen und Liedern, u. a. im MP3-Format, begeistert Kinder und Jugendliche und wird schnell zu einer Sparte der Medienlandschaft. Afrika wird zum Handy-Kontinent.[6] Gegen Ende des Jahrzehnts gelten Touchscreen-Technologien als neuer Standard bei Mobiltelefonen.[7] Diese besitzen vermehrt Computerfunktionen und verbreiten sich unter dem Begriff der Smartphone.
- 2007: Mit dem iPhone von Apple kommt ein bedeutendes Smartphone auf den Markt.
- Digitalkameras haben Mitte des Jahrzehnts analoge Fotoapparate weitgehend vom Markt verdrängt. Ab 2007 werden erste Digitalkameras mit Gesichtserkennung produziert.
- Computer sind im täglichen Leben zur Selbstverständlichkeit geworden. Bei der Arbeit, in der Schule und zu Hause wird immer mehr mit dem Computer gearbeitet. Flachbildschirme ersetzen allmählich die Monitore mit Kathodenstrahlröhre.
- Die Welt der Videospiele erreicht die 7. Generation in Form von Spielkonsolen wie z. B. der Wii, der PlayStation 3 oder der Xbox 360.
- Das Internet ist populärer denn je. Seine Verbreitung wird durch die Breitbandtechnologie beschleunigt. Spam-Mails gelten schnell als Ärgernis. Instant Messaging verbreitet sich immer mehr. U. a. die Internetplattform YouTube ermöglicht ab Mitte des Jahrzehnts einen unkomplizierten Austausch von Videos für jedermann, Online-Versteigerungen mit eBay als Marktführer in Deutschland boomen und verändern das Kaufverhalten breiter Massen.
- Online-Games werden vor allem durch das MMORPG World of Warcraft sehr beliebt.
- DVD-Spieler und -rekorder lösen zu Beginn des Jahrzehnts den VHS-Videorekorder ab. Beamer und Flachbildschirme (LCD- oder Plasmabildschirme) halten Einzug in private Wohnzimmer.
- Die Blu-ray Disc setzt sich 2008 im jahrelangen High-Definition-Formatkrieg gegen die HD DVD durch und gilt als legitimer Nachfolger der DVD.
- USB-Sticks lösen optische Datenträger als mobiles Massenspeichermedium ab.
- Nokia entwirft mit dem Nokia 770 das erste internetfähige Tablet und leitet damit eine neue Gerätegeneration ein.
- MP3-Player kommen auf, zunehmend auch in Handys integriert. Sie verdrängen tragbare CD-Spieler vom Markt.
- Globales Navigationssatellitensystem (GPS) und satellitengestützte Navigationssysteme verändern das Verkehrs-, Transport und Militärwesen und werden zunehmend auch in Handys integriert.
- UMTS, der Mobilfunkstandard der dritten Generation (3G), bietet hohe Datenübertragungsraten und ermöglicht schnelle mobile Internetnutzung.
- Erneuerbare Energien (Solar-, Wind- und Wasserkraft) finden zumindest in Europa immer größere Verbreitung.
- E-Government erleichtert den behördlichen Informationszugang der Bürger.
- Die ersten Wasserstofftankstellen entstehen in Nordamerika und Europa. Hybridelektrokraftfahrzeuge treten in westlichen Industriestaaten vermehrt auf und der Elektromotor ergänzt zunehmend Verbrennungsmotoren (Hybridantrieb).

### Fernsehen

Das High Definition Television wird eingeführt

- Die 2000er Jahre gelten als Beginn des digitalen Fernsehzeitalters: DVB über Satellit und Kabel, sowie ab Mitte des Jahrzehnts DVB-T (terrestrisch) lösen langsam, aber nicht flächendeckend, die analogen Verfahren ab. IPTV entwickelt sich.
- Kostenfreie Videoportale im Internet wie YouTube und Internet-TV Software-Lösungen wie Joost stellen neue selbstbestimmbare Alternativen zum Fernsehprogramm dar.
- Castingshows, Reality-TV-Formate, Quizsendungen, Rankingshows, Doku-Soaps und Kochsendungen werden immer populärer. Vorreiter ist dabei die weltweit ausgestrahlte Reality-Show Big Brother, die in Deutschland das komplette Jahrzehnt mit zehn Staffeln begleitet. Call-in-Shows geraten zunehmend in die Kritik.[8]
- Nachdem 1998 der Kindersender Nickelodeon eingestellt wurde und 2000 der Neustart scheiterte, startet der Sender im Jahre 2005 erneut unter dem Namen NICK.
- High Definition Television wird zu Ende des Jahrzehnts populär, nachdem immer mehr TV-Sender auf diese Übertragungsform umsteigen.
- Die britische Quizshow Who Wants to be a Millionaire? wird weltweit sehr erfolgreich und verhilft dem zuvor kriselnden Quizshow-Genre zu einem neuen Boom. Der deutsche Ableger Wer wird Millionär? zählt weltweit zu den erfolgreichsten und verhilft Günther Jauch zum Durchbruch als Moderator.

| - Six Feet Under – Gestorben wird immer - 24 - The Office - Monk - Lost - Mad Men - The Wire - Dexter - Dr. House | - Schlag den Raab - Wer wird Millionär? bzw. Die Millionenshow - Quiz Taxi bzw. Quiz Taxi Österreich - Das perfekte Dinner - Sex and the City - Desperate Housewives | - Popstars - Deutschland sucht den Superstar - Ich bin ein Star – Holt mich hier raus! - Das Supertalent - X Factor - Germany’s Next Topmodel bzw. Austria’s Next Topmodel | - Einsatz in 4 Wänden - Bauer sucht Frau - Dittsche - Das Philosophische Quartett - Druckfrisch - The Big Bang Theory |

### Film

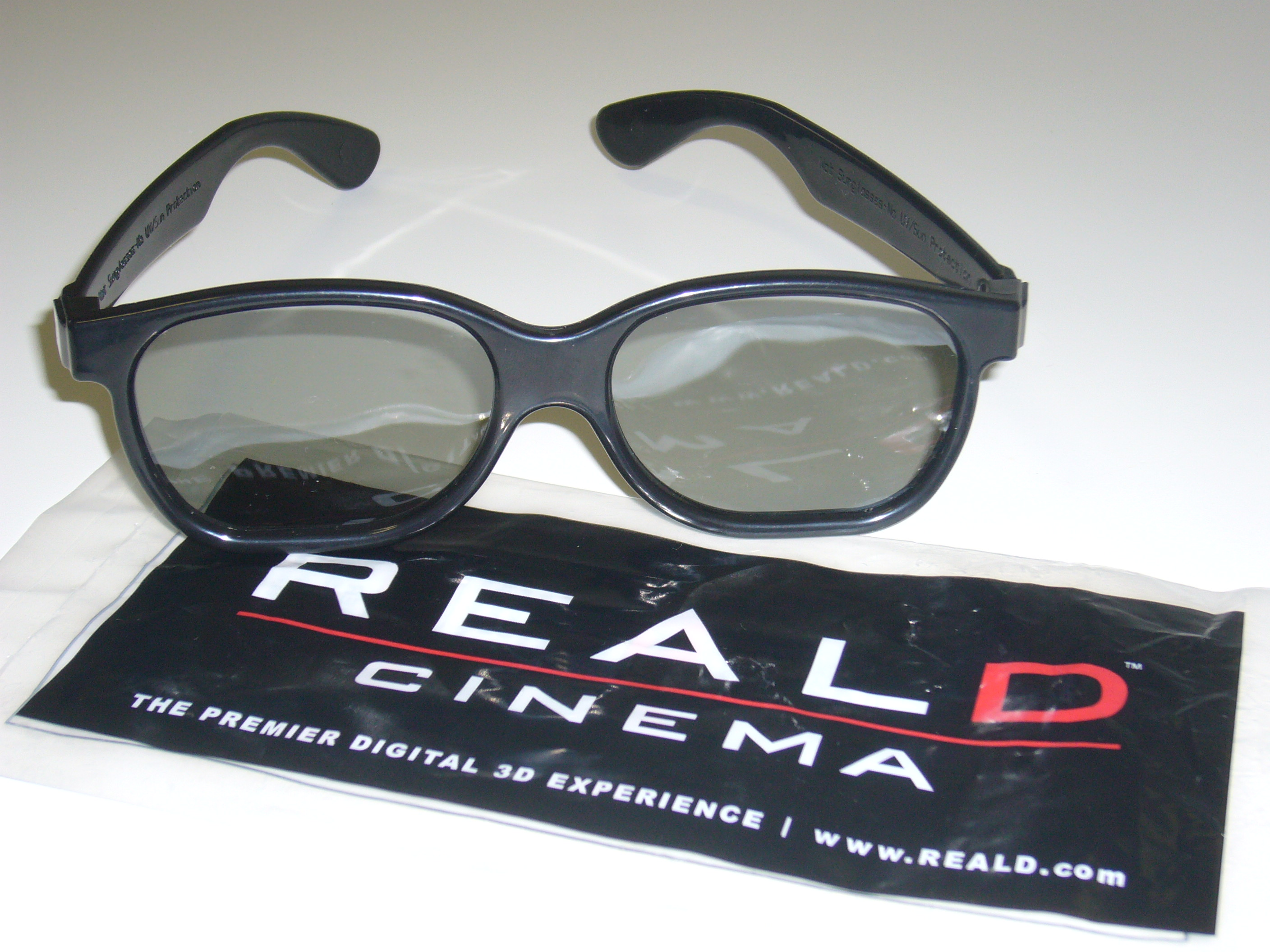
Brille zum Betrachten eines 3D-Films

- Fantasy-Boom: filmische Umsetzungen der Bestseller-Reihen Harry Potter, Der Herr der Ringe, Die Chroniken von Narnia und Twilight
- Abendfüllende CGI-Filme werden populär: Produktionen wie Shrek, Ice Age und Findet Nemo brechen Besucherrekorde für Trickfilme
- Renaissance der amerikanischen Superhelden-Comics im Kino: Spider-Man, Batman, Hulk, Fantastic Four, Superman, Iron Man und X-Men
- Ende der 2000er Jahre erlebt dank neu entwickelter digitaler Technik das 3D-Kino einen neuen Aufschwung – mit Blockbustern wie Avatar – Aufbruch nach Pandora, Ice Age 3 oder Final Destination 4. Die höheren Eintrittspreise sorgen für steigende Umsätze an Kinokassen weltweit.[9]

#### Einzelbeiträge international
| - Troja - Avatar – Aufbruch nach Pandora - Fluch der Karibik - The Da Vinci Code – Sakrileg - Sin City - 300 - Die fabelhafte Welt der Amélie - Die Invasion der Barbaren - Cast Away – Verschollen - Ocean’s Eleven - WALL·E – Der Letzte räumt die Erde auf | - Magnolia - Kill Bill 1 + 2 - Vergiss mein nicht! - Death Proof – Todsicher - Meine Braut, ihr Vater und ich - Zoolander - Willkommen bei den Sch’tis - The Dark Knight - Scary Movie - Catch Me If You Can - Hangover | - American Pie – Wie ein heißer Apfelkuchen - Brot und Tulpen - Caché - Memento - Inglourious Basterds - There Will Be Blood - Gomorrha – Reise in das Reich der Camorra - The Man Who Wasn’t There - Die Monster AG - Die Bourne Identität |

#### Einzelbeiträge national
| - Der Schuh des Manitu - Good Bye, Lenin! - 7 Zwerge – Männer allein im Wald - Keinohrhasen - Crazy - Stauffenberg - Elementarteilchen - Jerichow | - Sommersturm - Wer früher stirbt ist länger tot - Das Experiment - Der Untergang - Nirgendwo in Afrika - Gegen die Wand - Die Fälscher - Das weiße Band – Eine deutsche Kindergeschichte | - Sophie Scholl – Die letzten Tage - Das Leben der Anderen - Die innere Sicherheit - Der Baader Meinhof Komplex - Heaven - Alles auf Zucker! - Contergan - Soul Kitchen | - Der freie Wille - Die fetten Jahre sind vorbei - Die Unberührbare - Halbe Treppe - Schultze gets the blues - Sommer vorm Balkon - Wolke 9 |

#### Oscar-Gewinner (Bester Film)
- 2000: American Beauty
- 2001: Gladiator
- 2002: A Beautiful Mind – Genie und Wahnsinn
- 2003: Chicago
- 2004: Der Herr der Ringe: Die Rückkehr des Königs
- 2005: Million Dollar Baby
- 2006: L.A. Crash
- 2007: Departed – Unter Feinden
- 2008: No Country for Old Men
- 2009: Slumdog Millionär

#### Goldene Palme bei den Filmfestspielen von Cannes
- 2000: Dancer in the Dark
- 2001: Das Zimmer meines Sohnes
- 2002: Der Pianist
- 2003: Elephant
- 2004: Fahrenheit 9/11
- 2005: Das Kind
- 2006: The Wind That Shakes the Barley
- 2007: 4 Monate, 3 Wochen und 2 Tage
- 2008: Die Klasse
- 2009: Das weiße Band – Eine deutsche Kindergeschichte

### Musik

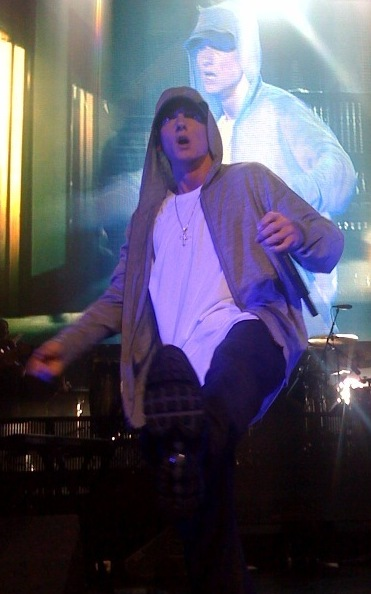
Der erfolgreichste Künstler des Jahrzehnts: Eminem

- War die Musikwelt in den 1990ern noch hauptsächlich durch das Fernsehen beeinflusst worden, so ist es in den 2000ern zunehmend das Internet. Hits und Stars werden immer öfter nicht mehr im Musikfernsehen, sondern durch die Verbreitung auf Online-Plattformen wie Myspace, Facebook und YouTube gemacht. Das Downloaden von Musik ersetzt zunehmend den Kauf von physischen Tonträgern wie CDs und DVDs. Da die Musikindustrie jedoch erst spät die Möglichkeiten des legalen Downloadings erkennt und stattdessen lange Zeit gegen Onlineportale wie Napster rechtlich vorgeht, ist sie in den 2000er Jahren zunehmend in einer Krise, die zur Schließung von Labels und Entlassung von Mitarbeitern und Künstlern führt.
- Der US-amerikanische Rapper Eminem ist der kommerziell erfolgreichste Künstler des Jahrzehnts[10] mit allein 32,2 Millionen verkauften Alben in den Vereinigten Staaten während der 2000er Jahre.[11]
- Hands up, Hip-Hop ist auch in Deutschland erfolgreich. Sogenannter deutscher Ghettorap (z. B. Sido, Bushido) gerät wegen von Kritikern zum Teil als degradierend gegen Minderheiten bezeichneten Texten und Kraftausdrücken in die Kritik. Einige Lieder werden von der Bundesprüfstelle indiziert.[12]
- Verschiedene Stile der Black Music wie RnB und Soul werden zunehmend weltweit populär. Zu den erfolgreichsten US-RnB-Acts der 2000er Jahre zählen Jennifer Lopez, Destiny’s Child, Usher und Rihanna, auch in Deutschland kann sich insbesondere mit Xavier Naidoo und seinen Söhnen Mannheims, aber zum Beispiel auch Laith Al-Deen eine erfolgreiche lokale Szene bilden. Zum Ende des Jahrzehnts hin wird der RnB-Sound zunehmend durch Beigabe elektronischer Elemente bestimmt.
- Boy- und Girlgroups sind zwar nicht mehr so populär wie in den 1990er Jahren, aber in den frühen bis mittleren 2000er Jahren können derartige Casting-Projekte weiterhin weltweit Chart-Erfolge erzielen. Beispiele für erfolgreiche Boygroups sind etwa Westlife, Blue, O-Town, Natural und US5, erfolgreiche Girlgroups umfassen Atomic Kitten, Sugababes und die No Angels.
- Ab Mitte der 2000er Jahre machen britische Sängerinnen wie Amy Winehouse, Duffy und Joss Stone klassischen Soul und Jazz in der Popmusik zunehmend populär.
- Nu Metal erreicht in den Jahren 2000 und 2001 den Höhepunkt seiner Popularität und löst nahezu nahtlos Grunge als beliebteste Musik der alternativen Jugend ab. Sowohl bereits etablierte (Korn, Limp Bizkit) als auch Newcomer-Bands (Linkin Park, System of a Down, Papa Roach, Slipknot) können in den frühen 2000er Jahren weltweite Chart-Erfolge erzielen. Eine der erfolgreichsten und bedeutendsten Rockbands des Jahrzehnts: Linkin Park

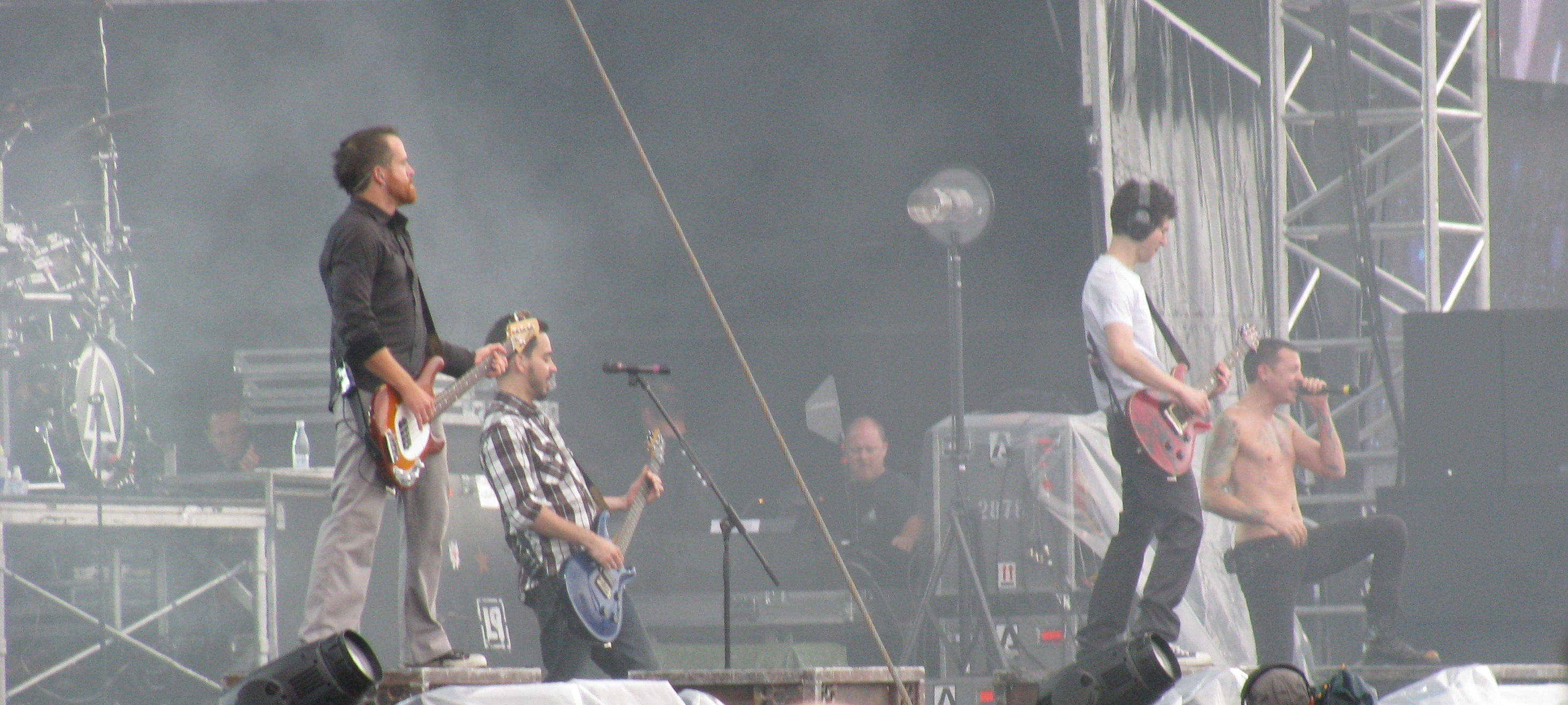
Eine der erfolgreichsten und bedeutendsten Rockbands des Jahrzehnts: Linkin Park

- Etwa 2003 nimmt die Popularität des Nu Metal ab und gewinnen ab Mitte der 2000er Jahre andere Stile der Rockmusik an Bedeutung, etwa Emo (Bedeutende Bands: Jimmy Eat World, My Chemical Romance, Dashboard Confessional), Neo-Garage-Rock (u. a. The Strokes, The Hives, The Vines, The White Stripes) und Alternative Rock (u. a. Incubus, Lostprophets, Billy Talent).
- Insbesondere durch die finnische Band HIM sowie später auch The Rasmus und Evanescence gewinnen Gothic- bzw. Dark Rock als Musikrichtung sowie Gothic und die schwarze Szene allgemein als Kleidungs- und Lebensstil im Mainstream an Popularität. Infolge erscheinen auch Mainstream-orientierte Poprock-Bands wie Vanilla Ninja, Nu Pagadi und Tokio Hotel, die sich musikalisch und ästhetisch an Gothic und die schwarze Szene anlehnen und damit bei vorwiegend weiblichen Jugendlichen großen Erfolg haben.
- In Großbritannien etabliert sich insbesondere um 2005 eine neue Generation von Britpop-beeinflussten Indie-Rock-Bands, die dem Brit-, Indie- und Alternative Rock neue Impulse geben. Bedeutende Vertreter sind u. a. Franz Ferdinand, Arctic Monkeys, Bloc Party, Maximo Park und die Kaiser Chiefs.
- Während der ursprüngliche Grunge als dominierende Form des Rocks der 1990er Jahre bereits seit Ende des Jahrzehnts an Bedeutung verloren hat, etabliert sich um die Jahrtausendwende im Genre eine neue Generation von Bands, die dem sogenannten Post-Grunge zugeordnet werden, aufgrund ihres kommerzielleren, Pop-orientierteren Sounds bei vielen Rock-Fans aber nur sehr geringes Ansehen genießen und als nicht authentisch angesehen werden.[13] Bekannte Beispiele sind Nickelback, 3 Doors Down, Matchbox Twenty, Creed, Staind, Hoobastank, Lifehouse und Puddle of Mudd.
- Nachdem der Metal in den frühen 2000er Jahren zunächst von Nu Metal dominiert wurde, werden nach dem Abebben der Popularität von Nu Metal andere Spielarten des Metal unter Jugendlichen in aller Welt populärer, etwa Symphonic Metal (Nightwish, Within Temptation) und Metalcore (Killswitch Engage, Heaven Shall Burn). Daneben gewinnen auch Bands, die sich in Aussehen und Sound wieder traditionellem Heavy Metal annähern, an Popularität, wie etwa HammerFall und Bullet For My Valentine. Veteranen des Heavy Metal wie Metallica, AC/DC, Iron Maiden und Manowar erfreuen sich ungebrochener Popularität und touren weltweit durch ausverkaufte Hallen und Stadien.
- Schon im Jahr 2000 erfreut sich deutschsprachige Musik im deutschen Sprachraum großer Beliebtheit. Dieser Trend setzt sich in den 2000ern fort: Mitte des Jahrzehnts erscheinen neue Bands wie Wir sind Helden, Juli und Silbermond, zudem sind auch Veteranen der deutschsprachigen Pop- und Rockmusik wie Herbert Grönemeyer, Die Ärzte, Die Toten Hosen und Böhse Onkelz weiterhin sehr erfolgreich. Einige Politiker fordern eine Radioquote für deutschsprachige Musik.[14]
- Das Erscheinen von Avril Lavigne 2002 sorgt für einen Boom von Punk-beeinflusstem Pop-Rock, vorgetragen von jungen Frauen. Beispiele für Musikerinnen mit ähnlichem Stil sind etwa Kelly Clarkson, Ana Johnsson und Ashlee Simpson.
- Am 5. September 2001 wird in der St.-Burchardi-Kirche in Halberstadt das Stück ORGAN²/ASLSP von John Cage gestartet. Es ist mit 639 Jahren das langsamste und längstandauernde Musikstück der Welt.
- Die deutschen Charts, aber auch die in anderen Länder der Erde, werden teilweise von ehemaligen Castingshow-Teilnehmern und -gewinnern dominiert. Zu Beginn des Jahrzehnts ist zunächst das aus Neuseeland stammende Format Popstars weltweit erfolgreich, wird ab etwa 2002 aber schnell von dem britischen Format Pop Idol und seinen weltweiten Ablegern (in Deutschland Deutschland sucht den Superstar, in den USA American Idol) überholt. Viele dieser Gewinner können aber keine nachhaltige Karriere aufbauen und werden allenfalls One-Hit-Wonder. Ausnahmen bilden Kelly Clarkson und Leona Lewis.
- Die deutsche Band Tokio Hotel stürmt ab 2005 die deutschen Charts. Sie bringen drei Platz-1-Alben auf den Markt und werden mit vielen Preisen ausgezeichnet, wie einem Bambi, drei Echos und sechs Cometen. Sie feiern internationalen Erfolg und erhalten 18-mal die Goldene Schallplatte und 30-mal die Platin-Schallplatte in insgesamt dreizehn verschiedenen Ländern.

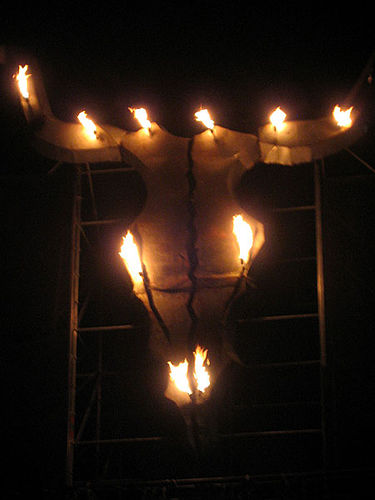
Der brennende Schädel als Wahrzeichen des Wacken Open Air

- Unter den Festivals kann sich das Wacken Open Air zum größten Metalfestival weltweit entwickeln. Aber auch Festivals wie Rock am Ring oder Rock im Park sind weiterhin sehr beliebt und nahezu jedes Jahr ausverkauft.
- Ab 2008 machen Sängerinnen wie Rihanna, Britney Spears und besonders Lady Gaga den Electropop und Nu Disco zum wichtigsten Genre in der Popmusik.
- Am 25. Juni 2009 verstirbt Michael Jackson. Seine Musik beherrscht in den Folgewochen die weltweiten Charts.

### Mode
- Sneakers bleiben auch nach ihrem Durchbruch in den 1980ern sehr beliebte Freizeitschuhe, zunehmend auch bei Erwachsenen.
- Bei vielen Jugendlichen ist wie schon in den 1990ern weiterhin ein stark von der Hip-Hop- und Skater-Szene beeinflusster Kleidungsstil beliebt, dazu zählen Mützen, Basecaps, Gold- oder Silberketten, Hoodies, Baggy Pants, Jogginghosen sowie Sneakers und andere Sportschuhe.
- Punks und Nu Metaler tragen zudem gerne lange Haare, oft mit Dreadlocks, sowie Mützen, Ziegenbärte und Piercings.
- Das Bild des metrosexuellen Mannes etabliert sich in der Gesellschaft.[15]
- Röhrenjeans und Ballonhosen erleben ein Revival.
- Die Kunststoffschuhe Crocs finden Mitte der 2000er weitere Verbreitung.
- Der Emo-Look, ausgelöst durch Bands wie Tokio Hotel und My Chemical Romance, wird bei Jugendlichen beliebt.
- Auch der Kleidungsstil der Schwarzen Szene dringt zunehmend in den Mainstream vor, so werden schwarze Kleidung, schwarze Schminke, schwarz oder bunt gefärbte Haare und szenetypischer Schmuck unter Jugendlichen und jungen Erwachsenen beliebt.
- Reality-TV Stars wie z. B. Paris Hilton gelten als Modeikonen dieses Jahrzehnts.

### Kunst
- Documenta 11, 2002
- Die Ausstellung des Das MoMA in Berlin, 2004, zieht viele Besucher an.
- Documenta 12, 2007
- Die schönsten Franzosen kommen aus New York ist eine Ausstellung des New Yorker Metropolitan Museum of Art in Berlin, 2007.

#### Einzelbeiträge Europa
- Die Blumen des Koran
- Die Vermessung der Welt
- Der Schatten des Windes
- Adolf H. Zwei Leben

#### Einzelbeiträge außerhalb Europas
- Das Lied von Eis und Feuer
- Persepolis
- Rupien! Rupien!
- Stupid White Men

#### Kinder- und Jugendliteratur
- Do van Ranst: Wir retten Leben, sagt mein Vater
- Joanne K. Rowling: Harry Potter
- Markus Zusak: Die Bücherdiebin

### Sport
- XXVII. Olympische Sommerspiele in Sydney 2000; 15. September 2000 bis 1. Oktober 2000
- XIX. Olympische Winterspiele in Salt Lake City 2002; 8. Februar bis 24. Februar 2002
- XXVIII. Olympische Sommerspiele in Athen 2004; 13. August bis 29. August 2004
- XX. Olympische Winterspiele in Turin 2006; 10. Februar bis 26. Februar 2006
- XXIX. Olympische Sommerspiele in Peking 2008; 8. August bis 24. August 2008
- Michael Schumacher wird von 2000 bis 2004 im Ferrari fünfmal in Folge Formel-1-Weltmeister.
- Bei der Fußball-Weltmeisterschaft 2002 in Südkorea/Japan gewinnt Brasilien das Finale gegen die deutsche Nationalmannschaft mit 2:0.
- Bei der Fußball-Weltmeisterschaft der Frauen 2003 gewinnt die deutsche Fußballnationalmannschaft der Frauen den Titel im Finale gegen Schweden. Auch 2007 wird die deutsche Mannschaft nach einem Sieg gegen Brasilien Weltmeister.
- Bei der Fußball-Europameisterschaft 2004 in Portugal gewinnt völlig überraschend und unerwartet Griechenland unter dem deutschen Trainer Otto Rehhagel nach Sensationssiegen über Frankreich, die Tschechische Republik und Portugal den Titel.
- Bei der Fußball-Weltmeisterschaft 2006 in Deutschland wird Italien Weltmeister durch einen Sieg über Frankreich im Elfmeterschießen in Berlin. Die Weltmeisterschaft löst eine nie gekannte Euphorie in Deutschland aus, siehe auch Sommermärchen.
- Bei der Handball-Weltmeisterschaft der Männer 2007 in Deutschland gewinnt Deutschland als Gastgeberland die Goldmedaille.
- Roger Federer gewinnt sechs Mal das Tennis-Grand-Slam-Turnier in Wimbledon (2003–2007, 2009). Mit insgesamt 15 Grand-Slam-Titeln ist er alleiniger Rekordhalter.
- Der US-amerikanische Radrennfahrer Lance Armstrong gewinnt siebenmal infolge die Tour de France (1999–2005) und stellt damit einen neuen Rekord für die meisten Tour-de-France-Siege hintereinander und insgesamt auf. Allerdings werden ihm seit Beginn seiner Karriere Doping-Vorwürfe gemacht. Erst 2012 kann ihm jedoch Doping nachgewiesen werden, was zur lebenslangen Sperre durch die UCI und Aberkennung seiner Tour-de-France-Siege führt.
- Auch ansonsten wird der Radsport immer wieder von Doping-Vorwürfen und -Geständnissen erschüttert. Floyd Landis wird der Tour-Sieg von 2006 im Jahre 2007 wegen Dopings aberkannt. Weitere bekannte Beispiele sind Jan Ullrich und seine Verwicklung in den Dopingskandal Fuentes und die Dopingaffäre beim Team Telekom. Später werden die Verbindungen von Fuentes zum Fußball öffentlich.
- Der jamaikanische Sprinter Usain Bolt stellt 2009 bei den Leichtathletik-Weltmeisterschaften in Berlin mit 9,58 Sekunden im 100-Meter-Lauf und 19,19 Sekunden im 200-Meter-Lauf zwei bis dahin unerreichbar geglaubte Weltrekorde auf.
- Der US-amerikanische Schwimmer Michael Phelps erreicht bei den Olympischen Sommerspielen 2000 in Sydney, 2004 in Athen und 2008 in Peking insgesamt 14 Olympiasiege und ist damit der bisher erfolgreichste Olympionike aller Zeiten.
- Oscar de la Hoya wird der erste Boxweltmeister in sechs verschiedenen Gewichtsklassen.
- Werner Schlager wird 2003 der einzige europäische Tischtennisweltmeister in den 2000er und 2010er Jahren.